# 田中俊一 (実業家)
田中 俊一（たなか しゅんいち、1957年4月7日 - ）は、日本の実業家。2018年コスモ石油代表取締役社長、石油連盟副会長。

## 人物・経歴
香川県出身。1981年横浜市立大学商学部卒業、大協石油（現コスモ石油）入社。2005年コスモ石油高松支店長。2007年コスモ石油名古屋支店長。2010年コスモ石油人事部長。2012年コスモ石油執行役員人事部長。2013年コスモトレードアンドサービス代表取締役社長。2015年コスモ石油常務執行役員。2015年からコスモ石油マーケティング代表取締役社長を務め、カーリース事業の展開を進めるなどした。2018年コスモ石油代表取締役社長、石油連盟副会長。2021年コスモ石油社長退任。